# مزرعة بازرغاني (بشاريات الشرقي)
مزرعة بازرغاني (بالإنجليزية: Mazraeh-ye Bazargani)‏ هي منطقة سكنية تقع في إيران في قسم بشاریات الشرقي الریفي.